# Exosphaeroma kraussi
Exosphaeroma kraussi is een pissebed uit de familie Sphaeromatidae. De wetenschappelijke naam van de soort is voor het eerst geldig gepubliceerd in 1913 door Walter Medley Tattersall.